# GMO趣味なび
GMO趣味なび株式会社（英：GMO Shuminavi Inc.）は、企業向けマーケティング支援サービスや、趣味や学びのプラットフォームを提供する事業を展開している。2024年10月31日、GMOメディア株式会社（GMOインターネットグループ）にグループジョインし、2024年11月6日付で社名を「GMO趣味なび株式会社」に変更した。

## 概要
GMO趣味なび株式会社は、「趣味なび byGMO」をはじめとするサービスを運営し、趣味を通じた学びの機会を提供することを目的としている。趣味の教室・講座のプラットフォーム運営や、講師と企業のマッチング、高齢者向けのフレイル予防・生きがい創出支援など、多岐にわたる事業を展開している。

## 沿革
- 2017年3月 - 会社設立 創業
- 2018年5月 - 『趣味なび』サイトを全面リニューアルし、教室情報掲載サイトからCtoCスキルシェアのマッチングプラットフォームへ転換
- 2018年8月 - 一般社団法人日本シェアリングエコノミー協会に加盟
- 2019年6月 - 『趣味なび』のワークショップ販売手数料を完全無料化
- 2019年7月 - iOS版・Android版アプリ『趣味なび』リリース
- 2020年8月 - 動画教材の販売事業「創業スクール」リリース
- 2021年7月 - 企業と講師のオンラインキャスティングサービス「Waccas」リリース
- 2022年1月 - 習い事教室運営に特化した創業スクール「Schoop」リリース
- 2022年5月 - 民間資格検索サイト「わたしの趣味資格」リリース
- 2023年8月 - 「まなぶ」を叶えるレッスンお届けサービス『趣味なびレク』リリース
- 2024年3月 - インバウンド向け日本文化体験予約サービス『JAPAN EXPERIENCE WONDER』リリース
- 2024年10月 - GMOメディア株式会社のグループ会社となる
- 2024年11月 - 社名を「GMO趣味なび株式会社」に変更[4]

## 主要サービス

### 趣味なび byGMO
趣味とまなびの体験と教室を探すサービス。ワークショップやレッスン、教室を探す参加者と主催者をマッチングする。日本全国20,000以上の体験・教室の情報を掲載している。

### Waccas
企業や自治体、学校などが持つ課題を、講師の持つ「まなびコンテンツ力」「教えるスキル」「地域コミュニティ」「カリスマ性」をフル活用して解決に導くオンライン型マッチングサービス。

### JAPAN EXPERIENCE WONDER
旅行者に「最高で本物の日本文化体験」を提供するサービス。質の高い日本文化体験を通じて、日本をより深く知ってもらうことが目的。